# 10961 Buysballot
10961 Buysballot eller 6809 P-L är en asteroid i huvudbältet som upptäcktes den 24 september 1960 av den nederländsk-amerikanske astronomen Tom Gehrels och det nederländska astronomparet Ingrid van Houten-Groeneveld och Cornelis Johannes van Houten vid Palomarobservatoriet. Den är uppkallad efter den nederländska meteorologen och fysikern Christoph Hendrik Diederik Buys-Ballot.